# HD 157257
HD 157257，又名BD+16 3163，SAO 102770、HR 6463，是一颗恒星，视星等为6.35，位于銀經38.69，銀緯27.2，其B1900.0坐标为赤經17h 17m 5.7s，赤緯+16° 27.2′ 48″。